# Dichotomius rugatus
Dichotomius rugatus är en skalbaggsart som beskrevs av Luederwaldt 1935. Dichotomius rugatus ingår i släktet Dichotomius och familjen bladhorningar. Inga underarter finns listade i Catalogue of Life.